# Baude Cordier
Baude Cordier, také Baude de Rhains (asi 1364? Remeš – před rokem 1400? Dijon) byl francouzský hudební skladatel. Je považován za předního představitele stylu ars subtilior, vyznačujícího přechod mezi středověkou a renesanční hudbou. 

## Život

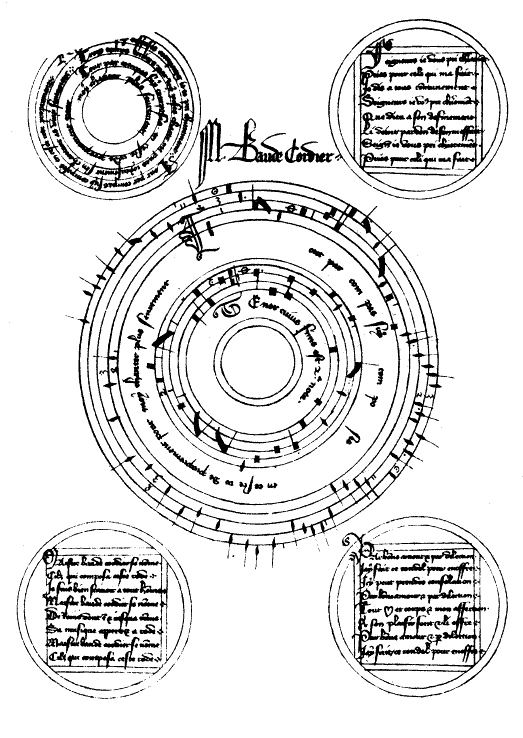
Zápis písně Tout par compas suy composés

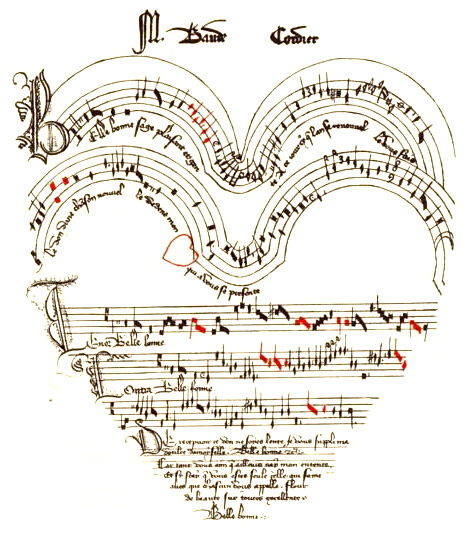
Zápis písně Belle, Bonne, Sage

Baude Cordier pocházel z Remeše. Jeho identita je nejistá. Předpokládá se, že je totožný s Baude Fresnelem, který byl komorníkem a harfeníkem u vévody Filipa II. Burgundského od roku 1384 až do své smrti. Občas je zmiňován jako Baude de Rhains. Baude Cordier bylo umělecké jméno (fr:. cordier =  hráč na strunné nástroje). Filipa II. doprovázel na cestách do Avignonu a do Milána.

## Dílo
Dochovalo se deset jeho světských skladeb (většinou rondeaux). Jsou komponovány ve stylu typickém pro francouzskou hudbu pozdního čtrnáctého století, jiné jsou jednodušší, s větším důrazem na melodii. Jeho jediná dochovaná církevní skladba, Gloria pro tři hlasy in C, je bližší stylu 15. století. 
Dvě z jeho písní se nacházejí v Rukopisu z Chantilly a jsou to významné příklady „hudby pro oči“: Zápis milostné písně Belle, Bonne, Sage je ve tvaru srdce, zatímco cirkulární kánon Tout par compas suy composés ve tvaru kruhu.